# جایزه انداس

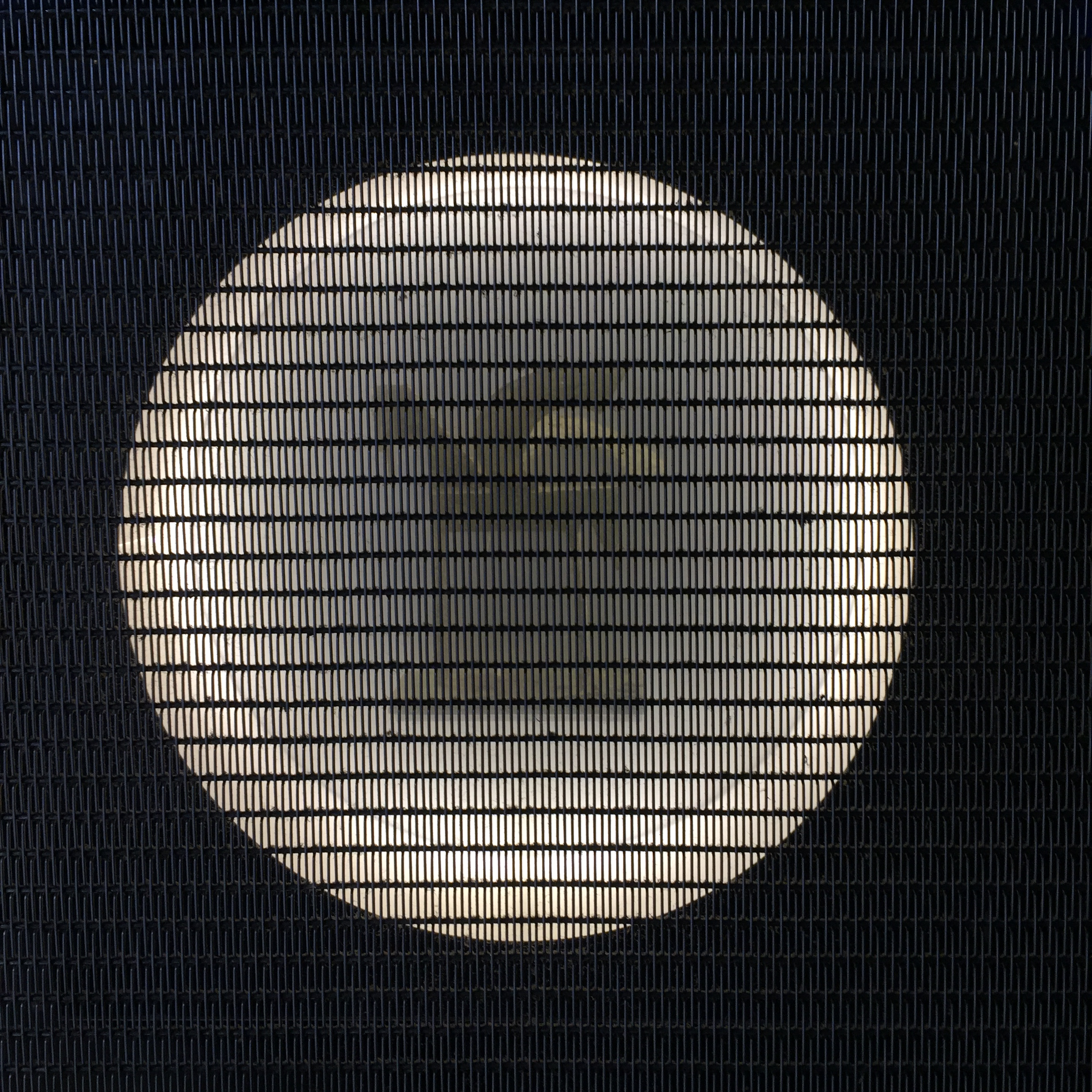
جایزهٔ اُنداس

جایزه اُنداس (اسپانیایی: Premios Ondas‎) جایزه‌ای است که توسط «رادیو بارسلون» (از زیرمجموعه‌های شبکهٔ رادیویی کادنا سر)، از سال ۱۹۵۴ میلادی تاکنون، به برترین‌هایِ رادیو، تلویزیون، سینما و موسیقی اسپانیا و جهان اهدا می‌شود.
برخی برندگان پیشین ای جایزه عبارتند از: آر. ئی. ام.، یوتو، کرز، اریک کلپتون، رد هات چیلی پپرز، گلوریا استفان، میگل بسه، فیل کالینز، خواکین سابینا، «کِتاما»، «میکل برتلسن»، کلدپلی، ریکی مارتین، راجر مور، لوث کاسال و مسابقه آواز یوروویژن ۲۰۱۴